# Cypriotisch voetbalkampioenschap 1996/97
In 1996/97 werd het 59e Cypriotische voetbalkampioenschap gespeeld. Anorthosis Famagusta won de competitie voor 8e keer.

## Stadions
| Club                | Stadion                      |
| ------------------- | ---------------------------- |
| ΑΕΚ                 | GSZ Stadion                  |
| Alki                | GSZ Stadion                  |
| Anagennisi Dherynia | Anagennisi Football Ground   |
| Anorthosis          | Antonis Papadopoulosstadion  |
| APEP Pitsilia       | Kyperounda Municipal Stadion |
| APOEL               | Makariostadion               |
| Apollon             | Tsirionstadion               |
| APOP                | Pafiako Stadion              |
| Aris                | Tsirionstadion               |
| Ethnikos            | Dasaki Stadion               |
| Enosis              | Paralimni Municipal Stadion  |
| Nea Salamina        | Ammochostosstadion           |
| Olympiakos          | Makariostadion               |
| Omonia              | Makariostadion               |

## Stand
| Pos | Team                  | Wed | W  | G  | V  | Ptn | DV | DT | +/− | Kwalificatie of degradatie                                                  |
| --- | --------------------- | --- | -- | -- | -- | --- | -- | -- | --- | --------------------------------------------------------------------------- |
| 1   | Anorthosis (C)        | 26  | 20 | 5  | 1  | 65  | 58 | 14 | +44 | Gekwalificeerd voor Eerste ronde kwalificatie UEFA Champions League 1997/98 |
| 2   | Apollon               | 26  | 16 | 4  | 6  | 52  | 43 | 22 | +21 | Gekwalificeerd voor Eerste ronde kwalificatie UEFA Cup 1997/98              |
| 3   | Omonia                | 26  | 14 | 4  | 8  | 46  | 39 | 30 | +9  |                                                                             |
| 4   | AEK                   | 26  | 11 | 8  | 7  | 41  | 49 | 37 | +12 |                                                                             |
| 5   | APOEL                 | 26  | 12 | 4  | 10 | 40  | 57 | 43 | +14 | Gekwalificeerd voor Voorronde Europacup II 1997/98                          |
| 6   | Ethnikos              | 26  | 11 | 4  | 11 | 37  | 48 | 36 | +12 |                                                                             |
| 7   | Enosis Neon Paralimni | 26  | 9  | 8  | 9  | 35  | 48 | 48 | 0   |                                                                             |
| 8   | Nea Salamis           | 26  | 8  | 10 | 8  | 34  | 42 | 36 | +6  | Gekwalificeerd voor Groepfase UEFA Intertoto Cup 1997                       |
| 9   | Anagennisi Dherynia   | 26  | 9  | 5  | 12 | 32  | 27 | 42 | −15 |                                                                             |
| 10  | APOP                  | 26  | 9  | 4  | 13 | 31  | 29 | 44 | −15 |                                                                             |
| 11  | Alki                  | 26  | 8  | 6  | 12 | 30  | 41 | 49 | −8  |                                                                             |
| 12  | Aris (R)              | 26  | 7  | 7  | 12 | 28  | 33 | 41 | −8  | Degradatie naar B' Kategoria 1997/98                                        |
| 13  | Olympiakos (R)        | 26  | 8  | 3  | 15 | 27  | 28 | 47 | −19 | Degradatie naar B' Kategoria 1997/98                                        |
| 14  | APEP Pitsilia (R)     | 26  | 3  | 2  | 21 | 11  | 22 | 75 | −53 | Degradatie naar B' Kategoria 1997/98                                        |

## Resultaten
| Thuis \ Uit         | AEK | ALK | ANG | ANR | APE | APN | APL | APP | ARD | ETH | ENP | NSL | OLY | OMO |
| ------------------- | --- | --- | --- | --- | --- | --- | --- | --- | --- | --- | --- | --- | --- | --- |
| AEK                 |     | 3–0 | 1–1 | 0–1 | 4–0 | 1–2 | 3–3 | 2–2 | 4–1 | 4–1 | 2–2 | 1–0 | 3–0 | 3–2 |
| Alki                | 0–2 |     | 2–2 | 0–0 | 0–2 | 2–5 | 1–0 | 1–3 | 2–0 | 2–3 | 1–0 | 3–3 | 3–2 | 2–4 |
| Anagennisi Dherynia | 2–2 | 0–0 |     | 1–4 | 3–2 | 1–0 | 2–3 | 1–0 | 1–3 | 1–0 | 0–0 | 2–1 | 1–0 | 1–2 |
| Anorthosi           | 2–0 | 2–1 | 2–0 |     | 5–1 | 1–0 | 0–0 | 5–0 | 1–1 | 1–0 | 5–2 | 2–0 | 4–0 | 2–1 |
| APEP Pitsilia       | 4–2 | 1–4 | 0–1 | 0–3 |     | 2–1 | 1–3 | 2–3 | 1–2 | 0–9 | 1–3 | 1–1 | 0–1 | 2–2 |
| APOEL               | 2–3 | 1–5 | 0–1 | 2–4 | 6–1 |     | 3–0 | 5–4 | 3–0 | 2–1 | 3–3 | 3–1 | 5–0 | 2–2 |
| Apollon             | 0–0 | 5–1 | 4–1 | 1–0 | 2–0 | 1–0 |     | 3–0 | 1–0 | 2–0 | 0–1 | 0–3 | 4–0 | 2–0 |
| APOP                | 1–1 | 0–1 | 1–0 | 0–1 | 1–0 | 3–2 | 0–2 |     | 3–0 | 0–3 | 1–0 | 0–1 | 0–1 | 2–0 |
| Aris                | 2–1 | 2–2 | 3–1 | 0–0 | 2–1 | 1–1 | 0–1 | 0–1 |     | 0–0 | 3–4 | 0–2 | 4–2 | 1–2 |
| Ethnikos            | 3–1 | 1–5 | 5–0 | 1–2 | 1–0 | 2–2 | 2–3 | 4–0 | 1–0 |     | 1–1 | 2–2 | 1–0 | 2–1 |
| Enosis              | 1–2 | 3–0 | 2–1 | 0–5 | 6–0 | 2–3 | 1–0 | 2–2 | 3–3 | 1–2 |     | 3–3 | 1–0 | 0–2 |
| Nea Salamis         | 2–3 | 1–1 | 3–1 | 1–1 | 6–0 | 0–2 | 1–3 | 1–1 | 1–1 | 2–1 | 2–2 |     | 2–1 | 0–1 |
| Olympiakos          | 2–0 | 1–0 | 2–1 | 2–3 | 2–0 | 1–2 | 0–0 | 3–1 | 1–4 | 2–1 | 3–4 | 1–1 |     | 1–2 |
| Omonia              | 1–1 | 3–2 | 0–1 | 0–2 | 2–0 | 1–0 | 2–0 | 3–0 | 1–0 | 2–1 | 3–1 | 0–2 | 0–0 |     |

## Topscores
| Rank | Spelers               | Club                  | Doelpunten |
| ---- | --------------------- | --------------------- | ---------- |
| 1    | Michalis Konstantinou | Enosis Neon Paralimni | 17         |

## Kampioen
| 1996/97                                  |
| Cyprus                                   |
| ---------------------------------------- |
| Anorthosis Famagusta Kampioen (8° titel) |

1934/35 · 1935/36 · 1936/37 · 1937/38 · 1938/39 · 1939/40 · 1940/41 · 1941/42 · 1942/43 · 1943/44 ·  1944/45 · 1945/46 · 1946/47 · 1947/48 · 1948/49 · 1949/50 · 1950/51 · 1951/52 · 1952/53 · 1953/54 · 1954/55 · 1955/56 · 1956/57 · 1957/58 · 1958/59 ·  1959/60 · 1960/61 · 1961/62 · 1962/63 · 1963/64 · 1964/65 · 1965/66 · 1966/67 · 1967/68 · 1968/69 · 1969/70 · 1970/71 · 1971/72 · 1972/73 · 1973/74 · 1974/75 · 1975/76 · 1976/77 · 1977/78 · 1978/79 · 1979/80 · 1980/81 · 1981/82 · 1982/83 · 1983/84 · 1984/85 · 1985/86 · 1986/87 · 1987/88 · 1988/89 · 1989/90 · 1990/91 · 1991/92 · 1992/93 · 1993/94 · 1994/95 · 1995/96 · 1996/97 · 1997/98 · 1998/99 · 1999/00 · 2000/01 · 2001/02 · 2002/03 · 2003/04 · 2004/05 · 2005/06 · 2006/07 · 2007/08 · 2008/09 · 2009/10 · 2010/11 · 2011/12 · 2012/13 · 2013/14 · 2014/15 · 2015/16 · 2016/17 · 2017/18 · 2018/19 · 2019/20 · 2020/21 · 2021/22